# Fuat Mansurov

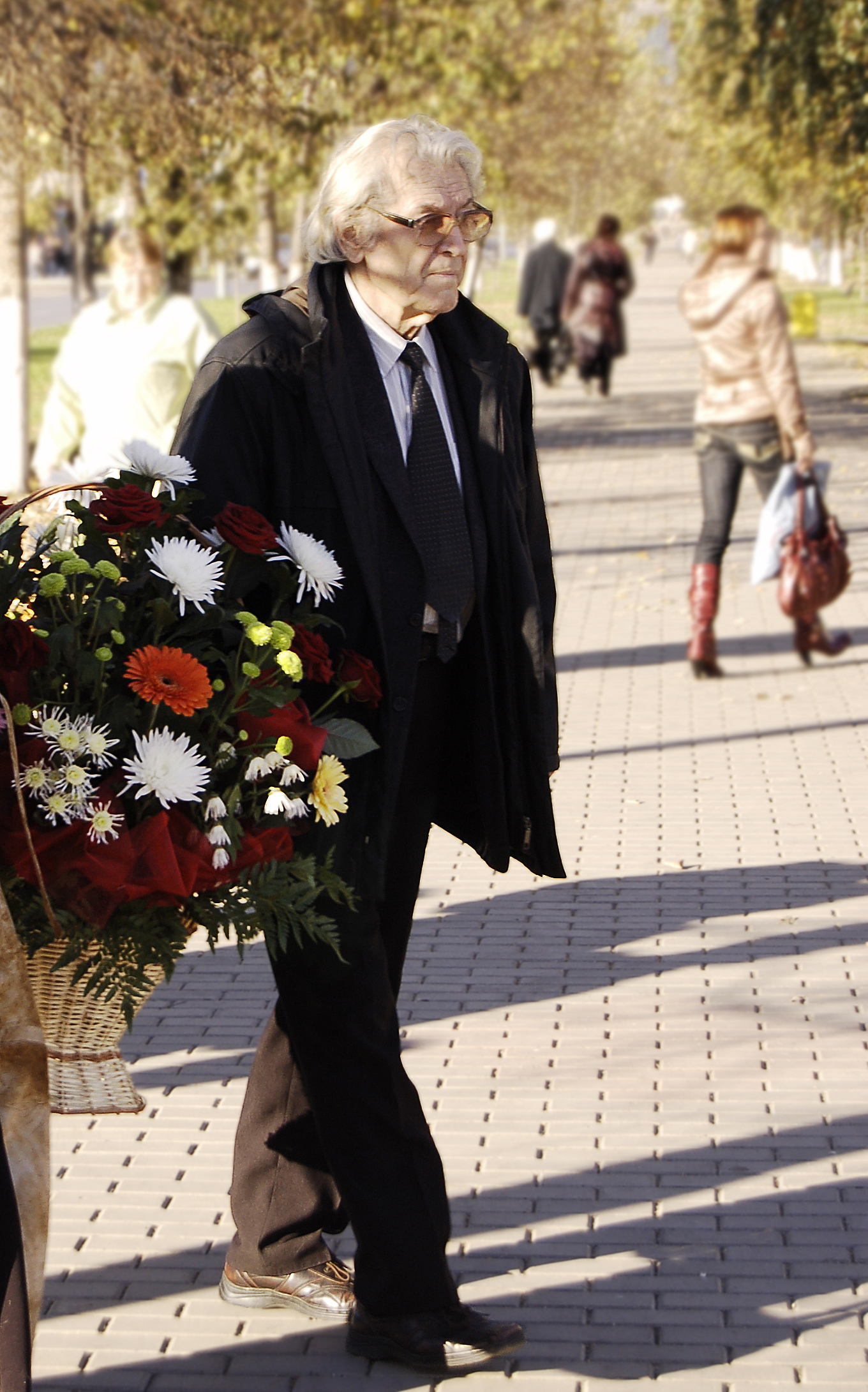

Fuat Mansurov (em tártaro:  Фоат Шакир улы Мансуров, em russo:  Фуат Шакирович Мансуров 1 de janeiro de 1928 - Moscou, 12 de junho de 2010) foi um maestro russo.